# Hippocampus barbouri
Espèce
Synonymes
- Hippocampus aimei Roule, 1916[2],[3]
- Hippocampus arnei Roule, 1916[2]

Statut de conservation UICN

 VU A2cd+4cd : Vulnérable
Statut CITES
Hippocampus barbouri est une espèce de poissons de la famille des Syngnathidae.